# Не такой как все
«Не такой, как все» (нем. Anders als die Andern) — немецкая драма о гомосексуальности, снятая в 1919 году режиссёром Рихардом Освальдом при участии доктора Магнуса Хиршфельда.

## История
Магнус Хиршфельд, будучи основателем первого в мире института сексологии, ставил основной целью фильма просвещение и создание в немецком обществе полемики вокруг действовавшего тогда параграфа 175, предусматривавшего уголовное наказание за гомосексуальность. На премьере Хиршфельд выступил перед зрителями со следующими словами:

То, что сегодня предстанет перед вашими глазами и перед вашими душами, относится к исключительно важной и непростой теме. Она трудна потому, что в отношении её среди людей существует огромное количество предрассудков и невежественных представлений. Важность этой темы заключается в том, что мы не только должны освободить геев от незаслуженного презрения, но должны таким образом повлиять на общественное мнение, чтобы исчез юридический произвол, по своему варварству сравнимый с поиском и сожжением на кострах ведьм, безбожников и еретиков. Кроме того, число людей, которые родились «не такими, как все», гораздо больше, чем это могут представить большинство родителей… Фильм, который вам первыми сейчас предстоит увидеть, позволит приблизить то время, когда будет покончено с темной безграмотностью, наука победит предрассудки, закон одолеет беззаконие, а человеческая любовь одержит победу над человеческой жестокостью и невежеством.

## Сюжет
Фильм начинается с того, что известный скрипач Пауль Кёрнер читает утром некрологи в газетах, которые рассказывают об необъяснимых самоубийствах. Однако Пауль знает, что все эти люди такие же как и он — гомосексуалы, они покончили с собой из-за угрозы быть осуждёнными по 175 параграфу.
После этого в доме Пауля появляется молодой человек Курт Зиверс — большой фанат Пауля, который хочет стать учеником знаменитого исполнителя. Курт симпатичен Паулю, и он принимает его просьбу. Постепенно между ними завязываются отношения. Во время одной из весьма смелых прогулок молодых людей рука об руку по парку их замечает Франц Боллек, знающий об ориентации скрипача. В тот же день он является к Паулю и начинает его шантажировать, угрожая написать на них с Зиверсом донос. Испугавшись, Пауль сначала соглашается и платит Францу деньги, но по мере того как вымогательство становится всё более наглым, он отказывается. Франц проникает в дом Пауля и крадёт ценные вещи, за этим занятием его застают Пауль и Зиверс, вернувшиеся с прогулки. Завязывается драка, во время которой Франц раскрывает свой шантаж. Зиверс повергнут в шок. Из страха быть раскрытым как любовник Пауля он стремительно убегает из дома, а затем скитается по пабам, пытясь прокормить себя игрой на скрипке.

Совершенно подавленный Пауль Кёрнер остаётся один в доме и думает о прожитых годах. Он вспоминает о случае в школе-интернате, когда учитель застал его и его друга Макса целующимися, о последующем скандале и исключении. Вспоминает о том, как было одиноко студенческие годы. О том, как он пытался излечиться, обращался к психотерапевту-шарлатану, лечившему его гипнозом, но вскоре понял, что ничто не помогает. Судьба свела его с доктором Магнусом Хиршфельдом, взгляды которого существенно отличались от бытующего в то время мнения о гомосексуальности как о болезни. Доктор убедил Пауля жить в согласии с собой. 
Любовь к представителю своего пола не менее чиста и благородна, чем к человеку другого пола. Эту ориентацию можно найти среди представителей всех уровней общества и среди уважаемых людей. Те, кто считают иначе, исходят только из невежества и нетерпения.
Пауль вспоминает своё знакомство с Францем Боллеком в гей-кафе. Когда Пауль привел его к себе домой, Боллек, теперь будучи уверен в ориентации Кёрнера, начал его шантажировать.
Пауль обвиняет Франца в вымогательстве. В отместку Франц обвиняет Пауля в гомосексуальности. На суде доктор Магнус Хиршфельд выступает в защиту Пауля и против 175 параграфа. Суд признает и Пауля, и Франца виновными. Франца — в вымогательстве со сроком лишения свободы 3 года, Пауля — за гомосексуальность, с символическим наказанием в одну неделю домашнего ареста. Однако судебный процесс превращается в общественный скандал. Пауля начинают сторониться друзья и знакомые, ему отказывают в выступлениях, даже его родители говорят ему что у него всего один достойный выход. Пауль совершает самоубийство.
Из газет Зиверс узнаёт о смерти Пауля. Он винит себя в этом и хочет убить себя, однако Магнус Хиршфельд останавливает его:

Вы должны продолжать жить, жить, чтобы отменить предрассудки, из-за которых этот человек стал одной из бесчисленного ряда жертв… Вы должны восстановить честь этого человека и восстановить справедливость для него, и всех тех, кто был до него, и всех тех, кто будет за ним. Правосудие через знания!
В 1927 году фильм был выпущен повторно под названием «Законы любви». В 1928 году он демонстрировался в СССР. В 1933 году после запрета в Германии копии фильма были уничтожены. В Госфильмофонде СССР сохранился достаточно большой фрагмент фильма с украинскими интертитрами.
В 1961 году в Великобритании был снят ремейк «Жертва» с Дирком Богардом в главной роли.